# 五十嵐久枝
五十嵐 久枝（いがらし ひさえ、1964年 - ）はインテリアデザイナー、家具デザイナー。東京都出身。
1986年、桑沢デザイン研究所インテリア・住宅研究科卒業。倉俣史朗が主宰するクラマタデザイン事務所を経て、1993年にイガラシデザインスタジオ設立。商業施設から保育園等の空間デザインと家具・プロダクト・遊具等の立体デザインを主とし、「衣・食・住・育」の分野に関わる進行形デザインを幅広く展開し、概念にとらわれないコミュニケーションデザインを追求している。
1996年より桑沢デザイン研究所非常勤講師。（2000年まで）2010年4月より武蔵野美術大学空間演出デザイン学科教授。2002年よりグッドデザイン賞審査委員、キッズデザイン賞審査委員。
代表的な仕事として「TSUMORI CHISATO」「familiar PRESCHOOL」「HIDA」「PEACH JOHN 東京オフィス」「武蔵野美術大学9号館 ZERO SPACE」のインテリアデザイン、「TANGO」「baguette」「AWASE」「AGITA」の家具デザイン、「ソフトドームスライダー」「seed」の遊具開発などがある。